# 海因斯維爾 (伊利諾伊州)
海因斯維爾（英語：Hainesville）是位於美國伊利諾伊州萊克縣的一個村落。

## 地理
海因斯維爾的座標為42°20′56″N 88°04′07″W / 42.34889°N 88.06861°W，而該地最高點為海拔高度244米（即801英尺）。

## 人口
根據2010年美國人口普查的數據，海因斯維爾的面積為4.87平方千米，當中陸地面積為4.78平方千米，而水域面積為0.09平方千米。當地共有人口3597人，而人口密度為每平方千米738人。